# Frei Rogério
Frei Rogério est une ville brésilienne de l'intérieur de l'État de Santa Catarina.

## Géographie
Frei Rogério se situe par une latitude de 27° 10′ 29″ sud et par une longitude de 50° 48′ 17″ ouest, à une altitude de 950 mètres. Sa population était de 2 480 habitants au recensement de 2010. La municipalité s'étend sur 158 km2.
Elle fait partie de la microrégion de Curitibanos, dans la mésoregion Serrana de Santa Catarina.

## Villes voisines
Frei Rogério est voisine des municipalités (municípios) suivantes :
- Fraiburgo
- Curitibanos
- Brunópolis
- Campos Novos
- Monte Carlo